# بهار قزل
بهار قِزِل (ترکی استانبولی: Bahar Kızıl زاده ۵ اکتبر ۱۹۸۸ در فرایبورگ، آلمان) خواننده پاپ انگلیسی‌زبان اهل آلمان که به‌عنوان بهترین ترانه‌سرای گروه موسیقی مونروس شناخته می‌شود. وی اصالت ترک آناتولی دارد و خانواده‌اش از آنتالیا به آلمان مهاجرت کرده است.